# Síndrome de dissincronia
La síndrome de dissincronia és la falta de sincronització en els desenvolupaments intel·lectual, social, afectiu, físic i motor d'un nen superdotat o amb altes capacitats intel·lectuals. Va ser descrita per Jean Charles Terrassier el 1979 i podria dividir-se en dos grans blocs, la dissincronia interna i la dissincronia social. Segons ell, sembla que les persones superdotades intel·lectualment s'enfronten en molts casos a unes dificultats vitals que els afecten dia a dia i amb més intensitat en els primers anys.

## Dissincronia interna
És aquella que té lloc en l'àmbit del nen amb si mateix i que es caracteritza per desenvolupar de manera irregular diverses de les funcions que acompanyen a tots els éssers humans. Dins d'aquest grup, hi trobem:
- Dissincronia intel·lectual - psicomotora: la majoria dels nens superdotats - altes capacitats intel·lectuals aprenen a llegir molt precoçment; no obstant això, poden tenir problemes amb l'escriptura, ja que la seva evolució motora és més lenta. Resulta difícil coordinar una gran agilitat mental amb els moviments, encara maldestres, d'una mà infantil. Tanmateix, aquests nens acostumen a fer dibuixos o a escriure amb gran freqüència, atès el seu caràcter curiós i inquiet. Forçar els superdotats perquè comencin a escriure sense estar preparats pot provocar-los estats d'ansietat i insatisfacció.

- Dissincronia llenguatge - raonament: els infants superdotats o amb altes capacitats intel·lectuals, solen desenvolupar abans la capacitat de raonament, més abstracta; que la del llenguatge, que no adquireixen per si mateixos sinó a través dels estímuls auditius de l'entorn. Per això, en les seves primeres etapes, aquests nens poden tenir dificultats per expressar els seus propis raonaments en no haver adquirit un coneixement del llenguatge (per si mateix molt elevat) d'acord amb les idees que desitgen expressar. Així mateix, en ser la seva comprensió molt ràpida, poden donar-se casos en què el nen o nena no memoritzi el que se li està explicant en creure que n'hi ha prou amb entendre-ho. En conseqüència, quan se'ls demana que repeteixin aquesta lliçó, poden arribar a fer-ho més maldestrament que un altre nen que hagi estat atent. Aquest cas, encara que els nens superdotats gaudeixen de gran memòria, ha de ser tingut en compte com a tret de la disicronia.

- Dissincronia afectiva - intel·lectual: la gran capacitat intel·lectual del nen superdotat o amb altes capacitats intel·lectuals pot produir-li angoixa, ja que emocionalment encara és immadur. Té una riquesa mental extraordinària que és difícil de processar. A més, el fet de saber-se i sentir-se diferents a la resta pot provocar-los baixa autoestima, estats d'ansietat o depressió. No és necessari que els adults tractin de raonar amb l'infant perquè aquest expressi els seus temors, animant-lo i aconsellant-lo sobre els seus problemes o preocupacions. No s'ha de caure en l'error de considerar el nen superdotat com si fos un adult capaç de sortir-se'n sol, ja que, encara que intel·lectualment es trobin en un llindar superior a la seva edat, en l'aspecte emocional no estan més avançats que els altres nens. Encara que s'han d'inculcar-li actituds que remarquin la seva diferència, no se l'ha de mantenir allunyat del tracte amb altres nens en absolut. L'afectivitat és també d'una importància cabdal.

## Dissincronia social
És aquella que afecta les relacions amb el món que l'envolta.
- Dissincronia a l'escola: el desenvolupament mental d'un nen superdotat o amb altes capacitats intel·lectuals és més gran que el de la resta de la classe. En veure's obligat a seguir un ritme d'estudis per sota del que les seves capacitats demanen, s'avorrirà a classe i no desenvoluparà estratègies tan necessàries en un estudiant com l'hàbit d'estudi, la disciplina o l'organització. Com a conseqüència, en cursos superiors el seu rendiment, pot ser fins i tot inferior al de la mitjana. No és, fins i tot, inusual que els nens amb altes capacitats arribin a fallar en els seus estudis, suspendre i tot. Arribat el cas, el jove superdotat se sentirà frustrat, la qual cosa, gràcies a la seva hipersensibilitat, pot portar a cert grau de depressió tot i que continuarà gaudint d'una gran capacitat. D'altra banda, els nens superdotats acostumen a mostrar-se més entusiastes amb allò que els apassiona i acapara la seva atenció (el que decideixen aprendre per si mateixos) que amb els continguts (mínims) que reben a l'escola, amb la qual cosa desenvolupen una àmplia cultura per a la seva edat i pal·lien les frustracions sofertes amb el baix nivell de la classe.

A causa de les seves diferències, alguns d'aquests nens tendiran a quedar-se sols als esbarjos, ja que la resta de companys generalment no els comprenen. En cas que aconsegueixin ser compresos, podran arribar a exercir un cert lideratge en què reflectiran el seu desig de compartir el que tenen encara que, a causa de la seva extrema sensibilitat, no seran capaços de comprendre el motiu de certes accions hostils per part dels seus companys. Generalment, es relaciona millor amb els més grans. Aquests es mostren més comprensius i poden conversar amb ells d'allò que els és impossible amb la majoria dels nens.
- Dissincronia en la família: encara que normalment són els pares els primers a percebre la precocitat dels seus fills, a voltes no estan preparats per donar resposta a les seves preguntes. Això pot provocar una gran angoixa en l'infant amb altes capacitats intel·lectuals (ACI-superdotat), que es veurà obligat a prendre una decisió dràstica: acontentar-se amb el que ja saben i no buscar més respostes, amb la qual cosa la seva curiositat es veurà coartada; o bé buscar el coneixement fora de la família, amb el consegüent sentiment de culpabilitat.

No hem d'oblidar que, per a aquests infants, només una cosa (adquirir coneixements) és de vital importància per al seu desenvolupament social, emocional i intel·lectual.